# Austin 25/30
Der Austin 25/30 hp war der zweite Wagen, den die Austin Motor Cie. herausbrachte. Er erschien 1906 auf dem Fahrgestell des 15/20 und trug als erstes Auto den Namen Austin. Sein seitengesteuerter Vierzylindermotor entstand durch Aufbohren des ersten Austin-Motors von 105 mm auf 115 mm, wobei die gleiche Kurbelwelle mit 127 mm Hub verwendet wurde. Daraus resultierte ein Hubraum von 5278 cm³.
1907 wurde die Fertigung dieses Modells bereits wieder ohne Nachfolger eingestellt.